# Christine Todd Whitman
Christine Todd Whitman, née le 26 septembre 1946 à New York, est une femme politique américaine membre du Parti républicain. Elle est la première femme et 50e gouverneure du New Jersey entre 1994 et 2001. Elle démissionne de son mandat à cette dernière date pour devenir administratrice de l'Agence de protection de l'environnement des États-Unis durant la présidence de George W. Bush, poste qu’elle occupe jusqu’en 2003.
Elle soutient Joe Biden à l'élection présidentielle de 2020 contre son parti d'origine, par opposition à Donald Trump.

## Sources
- (en) Cet article est partiellement ou en totalité issu de l’article de Wikipédia en anglais intitulé « Christine Todd Whitman » (voir la liste des auteurs).